# Claudio Marchisio
Claudio Marchisio (* 19. Januar 1986 in Turin) ist ein ehemaliger italienischer Fußballspieler. Der Mittelfeldspieler gewann mit Juventus Turin sieben Mal die italienische Meisterschaft und vier Mal den Landespokal. Zudem bestritt er zwischen 2009 und 2017 55 Länderspiele für Italien.

## Karriere

### Verein
Claudio Marchisio begann seine Karriere in der Jugendabteilung von Juventus Turin, die er bis zur Primavera durchlief, und mit der er sowohl das Campionato Primavera, als auch das prestigeträchtige Torneo di Viareggio gewann und dabei herausragender Spieler war.
Zur Saison 2005/06 wurde Claudio Marchisio vom damaligen Trainer Fabio Capello zum ersten Mal in die Profimannschaft berufen und absolvierte die gesamte Saisonvorbereitung mit der ersten Mannschaft, zu einem Einsatz bei den Profis kam es jedoch noch nicht. Für die Saison 2006/07 rückte er dann endgültig in die erste Mannschaft von Juve auf. Sein Trainer Didier Deschamps setzte nach dem Zwangsabstieg auf Grund des Fußballskandals 2005/06 in die Serie B vermehrt auf junge Spieler. Marchisio absolvierte insgesamt 25 Partien und schaffte mit Juventus den direkten Wiederaufstieg.
Nachdem im Sommer 2007 einige hochkarätige Mittelfeldspieler, wie Tiago und Sergio Bernardo Almirón, auf Marchisios Position verpflichtet wurde, entschied sich Juve dazu, ihn an den Serie-A-Rivalen FC Empoli auszuleihen. Dort spielte er regelmäßig und sammelte in 26 Einsätzen Erfahrung in Italiens höchster Spielklasse.
Zur Saison 2008/09 kehrte Claudio Marchisio zu Juventus Turin zurück. Am 24. Januar 2009 erzielte er beim 1:0-Heimsieg gegen den AC Florenz sein erstes Tor in der Serie A. In den folgenden Jahren avancierte er zum Leistungsträger bei der Juve und gewann 2011/12 unter Trainer Antonio Conte seinen ersten italienischen Meistertitel. Marchisio bildete dabei zusammen mit Andrea Pirlo die zentrale Mittelfeldachse und hatte mit neun Toren in 36 Partien maßgeblichen Anteil am ungeschlagenen Scudetto-Gewinn.
Am 17. April 2016 zog sich Marchisio im Ligaspiel zwischen Juventus und der US Palermo einen Riss des vorderen Kreuzbandes im linken Knie zu und fiel rund sechs Monate aus. Damit verpasste der Mittelfeldspieler nur die restliche Saison sowie die Europameisterschaft 2016. Am 17. August 2018 lösten Juventus und Marchisio seinen Vertrag auf. Nachdem er noch eine Saison bei Zenit St. Petersburg spielte und mit dem Verein Russischer Meister wurde, gab er im Oktober 2019 über Instagram sein Karriereende bekannt.

### Nationalmannschaft

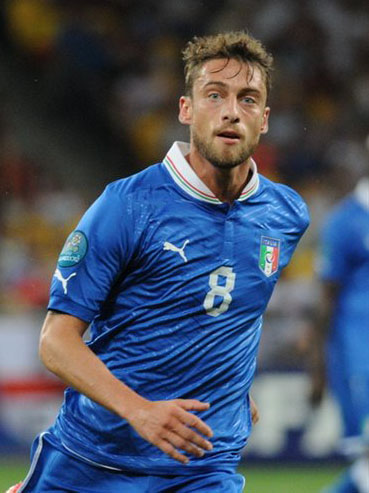
Marchisio mit der italienischen Nationalmannschaft bei der Fußball-Europameisterschaft 2012

Claudio Marchisio absolvierte für die italienische U-20-Auswahl am 13. September 2006 gegen die Schweizer U-20 sein erstes Juniorenländerspiel. Von 2007 bis 2009 war er in der italienischen U-21-Nationalmannschaft aktiv. 2008 gewann der Mittelfeldspieler mit der italienischen U-23 das Turnier von Toulon und trat mit der von Pierluigi Casiraghi trainierten Olympiaauswahl beim Fußballturnier der Olympischen Sommerspiele 2008 in Peking an. Wegen einer Muskelverletzung, die er im Spiel gegen Honduras erlitt, waren für Marchisio die Olympischen Spiele bereits nach der zweiten Partie beendet.
Am 12. August 2009 debütierte Claudio Marchisio unter Marcello Lippi beim 0:0 im Freundschaftsspiel gegen die Schweiz in Basel in der italienischen A-Nationalmannschaft. Bei der Weltmeisterschaft 2010 in Südafrika war Marchisio Stammspieler unter Trainer Marcello Lippi. Dieses Turnier wurde für den amtierenden Weltmeister zum Desaster und Italien schied in der Vorrunde aus. Zur Qualifikation Italiens für die Fußball-Europameisterschaft 2012 in Polen und der Ukraine steuerte er einen Treffer bei. Beim Turnier war Marchisio ebenfalls Stammspieler. Italien erreichte das Finale und verlor dort gegen Titelverteidiger Spanien.
Bei der Fußball-Weltmeisterschaft 2014 in Brasilien war Marchisio wiederum Stammkraft unter Prandelli. Er erzielte im ersten Gruppenspiel gegen England das 1:0 (Endergebnis 2:1). Italien startete mit einem Sieg, verlor dann jedoch gegen die Außenseiter aus Costa Rica. Im letzten Gruppenspiel musste die Entscheidung zwischen Italien und Uruguay fallen, wobei Italien ein Unentschieden genügte. Marchisio wurde in diesem Spiel in der 59. Minute vom Platz gestellt und Uruguay schoss in der 81. den Siegtreffer, was für Italien das Aus nach der Vorrunde bedeutete.
Nach der WM gehörte Marchisio bis Ende 2015 weiterhin zum festen Bestandteil der Nationalmannschaft. In der Folgezeit sorgten jedoch zahlreiche Verletzungen dafür, dass er nicht mehr für die Squadra Azzurra auflaufen konnte. Erst im Juni absolvierte er wieder eine Partie für Italien, musste im Freundschaftsspiel gegen Uruguay jedoch verletzt ausgewechselt werden. Danach gehörte Marchisio unregelmäßig zum Kader, blieb aber ohne Einsatz. Seine letzte Nominierung erhielt er im Mai 2018.

## Erfolge und Auszeichnungen
Nationalmannschaft
- Vize-Europameister: 2012
- Turnier von Toulon: 2008

Juventus Turin
- Italienische Meisterschaft: 2011/12, 2012/13, 2013/14, 2014/15, 2015/16, 2016/17, 2017/18
- Italienischer Pokal: 2014/15, 2015/16, 2016/17, 2017/18
- Italienischer Supercup: 2012, 2013, 2015
- Italienische Serie-B-Meisterschaft: 2006/07

Zenit St. Petersburg
- Russischer Meister: 2018/19

Auszeichnungen
- Team des Jahres der Serie A: 2011, 2012